# Steins;Gate (anime)
Steins;Gate (Nhật: シュタインズ・ゲート Hepburn: Shutainzu Gēto) là loạt anime năm 2011 do White Fox sản xuất, dựa theo bộ visual novel cùng tên của 5pb. và Nitroplus, nằm trong loạt Science Adventure cùng với Chaos;Head và Robotics;Notes. Tác phẩm lấy bối cảnh năm 2010 với nội dung theo chân Okabe Rintaro – người đã cùng với nhóm bạn của mình vô tình phát hiện ra một phương pháp để du hành thời gian, qua đó họ có thể gửi tin nhắn về quá khứ và làm thay đổi hiện tại.
Bộ phim do Nomura Mika và Doi Yoshinao chịu trách nhiệm sản xuất, Hamasaki Hiroshi làm đạo diễn và Satō Takuya cùng Hanada Jukki đảm nhận vai trò viết kịch bản. Phần chỉ đạo hoạt hình và thiết kế nhân vật được giao cho Sakai Kyuuta, trong khi đó khâu âm nhạc lại do Abo Takeshi đảm trách. Tác phẩm phát sóng 24 tập và đã được lên sóng đồng thời ở Bắc và Nam Mỹ, châu Phi, Trung Đông cũng như phần lớn châu Âu bởi Crunchyroll và tại Vương quốc Anh bởi Anime on Demand. Tập 25 sau này ra mắt kèm trong các bản phát hành DVD và Blu-ray, do Funimation Entertainment phân phối ở Bắc Mỹ và Manga Entertainment ở Vương quốc Anh. Ngoài ra, bộ phim còn có 4 tập  Original net animation cùng một phim điện ảnh tiếp nối câu chuyện. Steins;Gate 0, anime chuyển thể của phần nối tiếp Steins;Gate, được lên kế hoạch ra mắt vào năm 2018. Steins;Gate đã nhận về sự đón nhận nồng nhiệt từ các nhà phê bình, trong đó họ ca ngợi cốt truyện, nhân vật cũng như phần kịch bản, tuy nhiên một số người lại không hài lòng về nhịp độ nửa đầu phim.

## Cốt truyện

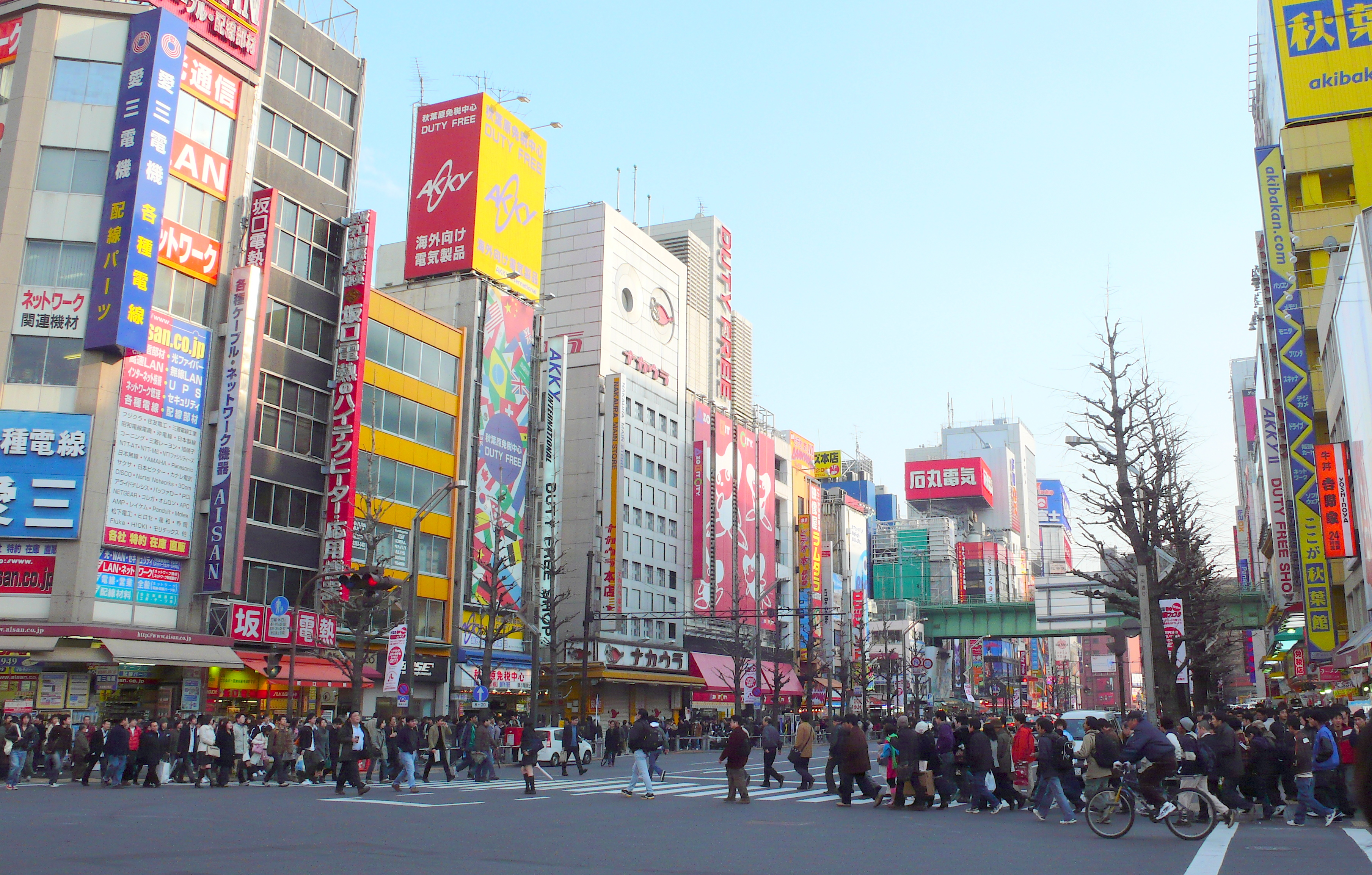
Steins;Gate lấy bối cảnh ở Akihabara, Tokyo.

Steins;Gate là phim anime chuyển thể từ trò chơi điện tử cùng tên. Bộ phim lấy bối cảnh vào năm 2010 tại Akihabara, Tokyo với nhân vật chính là Okabe Rintaro. Anh tự nhận mình là "nhà bác học điên" và thành lập nhóm "Future Gadget Laboratory" trong một căn hộ với bạn của mình là Shiina Mayuri và Hashida "Daru" Itaru. Trong lúc tham dự một hội nghị về du hành thời gian, Okabe phát hiện ra thi thể của Makise Kurisu vốn là nghiên cứu sinh ngành thần kinh học. Anh gửi tin nhắn về sự việc này đến Daru và khi quay lại thì phát hiện ra Kurisu vẫn còn sống, cùng với việc tin nhắn của anh tới trước cả khi nó được gửi đi. Các thành viên trong nhóm phát hiện ra rằng chiếc lò vi sóng điều khiển bằng điện thoại di động mà họ đang phát triển có khả năng gửi tin nhắn về quá khứ. Kurisu gia nhập nhóm ngay sau đó và họ cùng nhau nghiên cứu nó. Họ thử gửi những tin nhắn được gọi là "D-mail" về quá khứ để thay đổi hiện tại. Kurisu cuối cùng cũng phát minh ra thiết bị có thể truyền ký ức của một người về quá khứ thông qua chiếc lò vi sóng. Qua đó người sử dụng thiết bị này có thể du hành thời gian.
SERN (lấy cảm hứng từ CERN) là một tổ chức bí mật cũng nghiên cứu công nghệ du hành thời gian. Họ biết về sự tồn tại của cỗ máy và cử một đội tới chiếm đoạt nó, đồng thời giết luôn Mayuri trong lúc thực hiện nhiệm vụ. Okabe trở về quá khứ vô số lần để ngăn Mayuri chết nhưng đều thất bại. Anh nhận ra rằng việc mình phải làm là đảo ngược kết quả của những D-mail đã gửi. Tuy nhiên, đến D-mail cuối cùng thì anh mới phát hiện ra là nếu anh làm như vậy thì anh sẽ trở về dòng thời gian mà tại đó xác của Kurisu được tìm thấy. Okabe và Kurisu thổ lộ tình cảm mà họ dành cho nhau, sau đó Kurisu bảo Okabe hãy cứu lấy Mayuri. Daru hack vào kho dữ liệu của SERN, xóa dấu vết về bức D-mail đầu tiên để đưa Okabe trở về dòng thời gian ban đầu.
Amane Suzuha nhận ra mình là con gái đến từ tương lai của Daru. Cô trở về bằng cỗ máy thời gian và bảo với Okabe rằng cách duy nhất để ngăn chặn cuộc chạy đua du hành thời gian dẫn tới Thế Chiến III là ngăn cha của Kurisu giết chết chính con gái mình và cướp lý thuyết về du hành thời gian của cô. Suzuha và Okabe trở về quá khứ nhưng Okabe lại vô tình chính là người hại chết Kurisu. Okabe trở về hiện tại để có thể xem được tin nhắn do chính mình gửi từ tương lai. Tương lai của anh bảo với anh rằng để có thể thoát khỏi dòng thời gian này, anh vừa phải cứu Kurisu nhưng phải sắp đặt sao cho bản thân anh của quá khứ có thể chứng kiến cái chết của Kurisu. Okabe quay về quá khứ lần nữa và khiêu khích Nakabachi đâm vào anh, đánh cho Kurisu bất tỉnh và để cô nằm trên vũng máu của anh để đánh lừa chính bản thân trong quá khứ. Qua đó, anh đã tạo ra dòng thời gian mà Kurisu còn sống và Thế chiến III không xảy ra.

## Các diễn viên lồng tiếng
| Nhân vật                  | Diễn viên lồng tiếng | Diễn viên lồng tiếng |
| Nhân vật                  | Nhật                 | Anh                  |
| ------------------------- | -------------------- | -------------------- |
| Okabe Rintaro             | Miyano Mamoru        | J. Michael Tatum     |
| Makise Kurisu             | Imai Asami           | Trina Nishimura      |
| Shiina Mayuri             | Hanazawa Kana        | Ashly Burch          |
| Hashida "Daru" Itaru      | Seki Tomokazu        | Tyson Rinehart       |
| Amane Suzuha              | Tamura Yukari        | Cherami Leigh        |
| Urushibara Luka           | Kobayashi Yū         | Lindsay Seidel       |
| Faris NyanNyan            | Momoi Haruko         | Jad Saxton           |
| Kiryu Moeka               | Gotō Saori           | Jessica Cavanagh     |
| John Titor                | Tsuchida Hiroshi     | Patrick Seitz        |
| Tennouji "Mr. Braun" Yugo | Terasoma Masaki      | Christopher Sabat    |
| Tennouji Nae              | Yamamoto Ayano       | Brina Palencia       |

## Sản xuất và phát hành
Steins;Gate là sản phẩm của hãng phim White Fox, do Nomura Mika và Doi Yoshinao chịu trách nhiệm sản xuất, đạo diễn bởi Hamasaki Hiroshi và Satō Takuya, và Hanada Jukki biên kịch, cùng Sakai Kyuuta giữ vai trò thiết kế nhân vật và đạo diễn chính phần hoạt họa. Dù cho Abo Takeshi – nhà soạn nhạc cho loạt trò chơi Science Adventure chỉ dóng vai trò nhỏ trong các loạt anime chuyển thể trước đó thì lần này, ông đã được chỉ định biên soạn phần âm nhạc cho anime Steins;Gate cùng với đồng nghiệp của mình Murakami Jun. Abo soạn các bản nhạc mới, và sử dụng bầu không khí cùng giai điệu nhạc như khi ông sáng tác cho game Steins;Gate, nhưng đồng thời vẫn lưu tâm đưa nhạc vào sao cho khớp với bộ phim; đây là cách làm việc rất khác so với lúc ông sáng tác nhạc cho các trò chơi điện tử.
Bộ phim được Shikura Chiyomaru – giám đốc của 5pb. công bố vào tháng 7 năm 2010. Phim phát sóng 24 tập từ ngày 6 tháng 4 năm 2011, và phát hành theo dạng DVD và Blu-ray trong 9 volume tập từ ngày 22 tháng 6 năm 2011 tới ngày 22 tháng 2 năm 2012 tại Japan; volume thứ 9 và cuối cùng bao gồm một "tập đặc biệt" thứ 25 không có trong đợt phát sóng trước đó. Trong lần tái phát sóng bộ phim vào năm 2015, một phiên bản khác của tập 23 nói về dòng thời gian mà Okabe từ bỏ việc cứu sống Kurisu được phát sóng để quảng bá cho phần tiếp theo của game Steins;Gate, Steins;Gate 0. Steins;Gate: Sōmei Eichi no Cognitive Computing, một bộ 4 tập phim ngắn ONA dựa theo phim nói về cách mà máy tính có thể giúp cải thiện cuộc sống của con người trong tương lai, được sản xuất với sự cộng tác từ IBM kèm theo đó là buổi nói chuyện giữa Shikura và đại diện từ IBM Nhật Bản. Các tập phim được phát sóng từ tháng 10 đến tháng 11 năm 2014 trên website Mugendai của IBM tại Nhật, và thên kênh YouTube của IBM Nhật Bản tại Nhật cùng phụ đề tiếng Anh. Bộ phim còn có một phim điện ảnh nối tiếp, Steins;Gate: The Movie − Load Region of Déjà Vu, ra rạp vào ngày 20 tháng 4 năm 2013, cùng loạt anime chuyển thể Steins;Gate 0 dự định phát sóng vào năm 2018. Tư liệu từ anime Steins;Gate còn được sử dụng cho game năm 2018 Steins;Gate Elite – phiên bản hoạt hình hóa toàn bộ và cập nhật mới từ game Steins;Gate ban đầu – cùng nhiều cảnh mới khác do White Fox sản xuất.
Bên ngoài Nhật Bản, bộ phim được phân phối bởi nhiều công ty.Crunchyroll là đơn vị phát sóng đồng loạt bộ phim tại Bắc và Nam Mỹ, khu vực Scandinavia, Hà Lan, Trung Đông, và châu Phi; Anime on Demand cũng làm điều tương tự tại Anh. Funimation sau đó giành được bản quyền chiếu phim tại khu vực Bắc Mỹ, sản xuất bản lồng tiếng Anh, và phát hành bộ phim dưới định dạng DVD và Blu-ray trong hai volume vào năm 2012. Madman Entertainment có được bản quyền tại Australian, và phát sóng trực tuyến bộ phim trên website của mình. Manga Entertainment chờ đến khi Funimation hoàn thành việc lồng tiếng Anh cho phim mới đăng ký bản quyền tại Anh, và sau đó phát hành nó tại tại đây dưới dạng 2 volume định dạng DVD và Blu-ray vào năm 2013.

## Đón nhận

### Doanh số bán ra
Volume Blu-ray tiếng Nhật đầu tiên mở đầu khi đứng thứ 4 trong số các đĩa phim hoạt hình bán chạy nhất tuần và đứng thứ 7 ở bảng tổng kết, với 11 802 bản được bán ra theo thông tin từ Oricon, và tiếp tục nằm trong danh sách này thêm 3 tuần sau đó, với tổng cộng 14 921 bản. Tới cuối năm 2012, volume 9, 8, và 7 lần lượt đứng ở vị trí thứ 44, 46, và 49 trong danh sách các bộ Blu-ray hoạt hình bán chạy nhất năm ở Nhật Bản. Bộ DVD và Blu-ray tiếng Nhật chứa toàn bộ phim đều nằm trong top đầu các bảng xếp hạng: đối với hộp DVD, phát hành vào tháng 3 năm 2013, là DVD hoạt hình bán chạy thứ 26 của tuần, còn với bộ Blu-ray, ra mắt tháng 2 năm February 2016, đứng ở vị trí thứ 4 và nằm trong top bảng xếp hạng 2 tuần liền.

### Đánh giá
Bộ phim được giới phê bình đón nhận nồng nhiệt, Carlo Santos từ Anime News Network nhận định bộ phim là "một trong những tác phẩm đề khoa học viễn tưởng giàu cảm xúc cuốn hút nhất lịch sử anime hiện đại", Richard Eisenbeis của Kotaku thì cho rằng đây là một trong những bộ anime hay nhất ông từng xem, còn Chris Beveridge của The Fandom Post xem đây là loạt phim yêu thích nhất của ông ra mắt trong năm 2011. Vào năm ấy, bộ phim giành giải Newtype Anime Award ở hạng mục nhân vật nam xuất sắc nhất năm, cho Okabe Rintaro.
Giới phê bình đều đánh giá cao cốt truyện và kịch bản phim. Santos thích cái cách mà Steins;Gate đánh lừa người xem bằng yếu tố hài kịch ở nửa đầu bộ phim trước khi biến thành một bi kịch ở nửa sau, cùng với cái cách mà đoạn cuối phim đưa người xem trở về sự kiện ở tập đầu tiên, tạo nên "cao trào" một cách chặt chẽ. Rebecca Silverman của Anime News Network xem phần nhịp điệu ở nửa đầu phim không đồng đều, song song với những khám phá khoa học thú vị lại xen lẫn với những cảnh về cuộc sống hằng ngày ở phòng lab và các chuyến ghé thăm maid café, nhưng lại thấy nửa sau của bộ phim như bước lên một nấc thang mới; bà thích việc thêm tình huống nguy cấp vào, cũng như cách mà hình tượng các nhân vật được xây dựng cùng việc người xem được biết thêm về động cơ của các nhân vật này ở nửa đầu phim. Tương tự, Aiden Foote từ T.H.E.M. Anime Reviews nhận xét nửa đầu phim, dù đậm tính giải trí, thiếu tính định hướng. Eisenbeis khen ngợi cách mà quy luật du hành thời gian được định nghĩa, điều mà ông xem là khó nhất đối với việc viết truyện giả tưởng về du hành thời gian. Pierce Drew của The Fandom Post thì lại yêu thích phần cốt truyện và các nhân vật, nhưng để ý thấy Luka lại đóng góp rất ít cho chuyện phim.
Santos gọi phần thiết kết nhân vật là "rất dễ nhớ", và có cảm giác mới mẻ khi thấy bộ phim để một nhân vật thừa cân nằm trong số các nhân vật chính. Ông nhận xét phần nền phim, dù sử dụng không khí yên tĩnh và u ám, vẫn có đủ màu sắc để gây sự thu hút rõ rệt. Một điểm mà ông thất vọng là cách mà bộ phim lạm dụng cảnh quay tĩnh (thường chỉ hiện đầu các nhân vật) cho những đoạn nói chuyện với tốc độ khung hình chậm. He thấy phần âm nhạc tạo không khí rất tốt, nhưng lại "không có gì nổi trội". Silverman nghĩ rằng phần phố cảnh không được cân bằng ở đầu phim, có một số cảnh "đẹp tinh tế" ở vài thời điểm, ví dụ như cảnh trắng-đen ở tập 11, và một vài phần fan service mà bà thấy không phù hợp. Với nửa sau phim, bà thấy rằng cả phần hình ảnh lẫn âm thanh đều đã được cải thiện, với việc tập trung vào các hình ảnh mang tính biểu tượng như những bàn tay siết chặt, cùng việc sử dụng các nét vẽ chi tiết và chân thực ở những đoạn cao trào trong truyện. Foote thích cách phác họa của Akihabara, thứ mà ông mô tả là "không sống động nhưng lại luôn chuyển động, như cát ở trong gió sa mạc"; ông gọi đây là sự gợi nhớ về các cảnh đường phố buổi sáng trong tác phẩm trước kia của đạo diễn, Serial Experiments Lain (1998), và đây là bằng chứng rằng họ vẫn chưa để mất nét tinh tế từ lúc đó. Drew nghĩ rằng phần đồ họa xuyên suốt phim đều có chất lượng cao, và điều này là rất tốt, cho dù có ít chi tiết hơn, không đại diện được cho phong cách vẽ được dùng trong game Steins;Gate.